# 計算經濟學
計算經濟學(英語：Computational Economics)是一個介於資訊科學、經濟學、與管理學間的研究主題。 以經濟系統的計算建模的應用方向與科目包含：代理人模型、一般均衡模型、總體模型、理性預期模型、計算計量與統計模型、計算金融模型、網路市場的設計演算工具、特別為計算經濟學設計的規劃工具，以及計算經濟學的教學工具等。部分領域是專門針對計算經濟學去討論的，而有些主要將數值方法延伸至傳統經濟領域中若不使用計算機將很難求解的問題。
計算經濟學應用計算經濟模型求經濟問題的解析解與統計解。一個研究方向為代理人計算經濟學(ACE)，專門研究將整體經濟過程視為代理人間互動的動態系統，因此她是複雜適應系統的經濟適應方式。在這裡「代理人」視為根據規則互動的演算個體，而不是真的人群。代理人包括社會個體、生物個體，與實質個體。理論最佳化假設個體是有限理性的，被一些市場力量給限制住，如賽局理論。從初始條件出發，ACE模型隨著時間經過因代理人互動而發展著，最終的目標為：檢驗理論發現與實際資料間隨時間經過的差異性。運算工具包括使用軟體找到多個矩陣運算以及求解線性與非線性方程解。
以下這些期刊蒐錄主題主要在計算經濟學：
- Computational Economics,
- Journal of Applied Econometrics,
- Journal of Economic Dynamics and Control,
- the Journal of Economic Interaction and Coordination.

## 外部連結
- Society for Computational Economics （页面存档备份，存于）
- Journal of Economic Dynamics and Control （页面存档备份，存于） - 刊登關於計算經濟學的文章
- Agent-Based Computational Economics （页面存档备份，存于） - 由Leigh Tesfatsion主持
- The Use of Agent-Based Models in Regional Science （页面存档备份，存于） - 一個agent-based models研究城市模擬
- Computational Economics with Python - 一系列文章
- Computational Finance and Economic Agents （页面存档备份，存于）
- Journal of Economic Interaction and Coordination （页面存档备份，存于） - 異質相互作用主體經濟學國際會議的官方期刊
- Chair of Economic Policy- 德國班堡大學